# 錦竜栄廣
錦竜 栄廣（にしきりゅう ひでひろ、1916年11月26日 - 没年不明）は、高知県吾川郡春野町（現高知市）出身で二所ノ関部屋に所属した元大相撲力士。本名は楠瀬 栄広。最高位は西十両15枚目。得意技は右四つ、寄り、押し。

## 経歴
1935年1月場所に初土俵を踏む。1939年1月場所で三段目優勝をするなど好成績を修め続け順調に番付を上げて、1942年1月場所に十両に昇進した。しかし当場所を全休し、そのまま廃業した。関取在位歴がありながら1回も関取として本場所に出場せずに引退・廃業した、角界史上初めての力士である。

## 主な成績
- 通算成績：46勝35敗15休 勝率.568
- 十両成績：0勝0敗15休
- 現役在位：15場所
- 十両在位：1場所
- 各段優勝
  - 三段目優勝：1回（1939年1月場所）

### 場所別成績
| 1935年 （昭和10年） | （前相撲）              | 新序 2–1                 |
| 1936年 （昭和11年） | 西序ノ口3枚目 4–2       | 西序二段9枚目 4–2        |
| 1937年 （昭和12年） | 西三段目20枚目 2–4      | 東三段目27枚目 3–4       |
| 1938年 （昭和13年） | 東三段目32枚目 3–4      | 東三段目40枚目 4–3       |
| 1939年 （昭和14年） | 東三段目14枚目 優勝 7–0 | 東幕下20枚目 3–5         |
| 1940年 （昭和15年） | 東幕下28枚目 5–3        | 東幕下 –                 |
| 1941年 （昭和16年） | 東幕下8枚目 6–2         | 東幕下10枚目 4–4         |
| 1942年 （昭和17年） | 東幕下7枚目 5–3         | 西十両15枚目 引退 0–0–15 |
| 各欄の数字は、「勝ち-負け-休場」を示す。 優勝 引退 休場 十両 幕下 三賞：敢=敢闘賞、殊=殊勲賞、技=技能賞 その他：★=金星 番付階級：幕内 - 十両 - 幕下 - 三段目 - 序二段 - 序ノ口 幕内序列：横綱 - 大関 - 関脇 - 小結 - 前頭（「#数字」は各位内の序列） |                         |                          |

## 改名歴
- 錦竜 栄廣（にしきりゅう ひでひろ）1935年1月場所 - 1942年1月場所